# アナザーラウンド
『アナザーラウンド』（デンマーク語: Druk, 英語: Another Round）は、2020年のデンマーク・オランダ・スウェーデンのコメディドラマ映画。監督はトマス・ヴィンターベア、脚本はヴィンターベアとトビアス・リンホルム、出演はマッツ・ミケルセン、トマス・ボー・ラーセン、マグナス・ミラン、ラース・ランゼなど。
ワールド・プレミアは2020年9月12日に第45回トロント国際映画祭で行われ、その後2020年9月24日にデンマークでノルディスク・フィルム配給により一般公開された。第93回アカデミー賞では国際長編映画賞と監督賞にノミネートされ、前者を受賞した。そのほかに第78回ゴールデングローブ賞の外国語映画賞や第74回英国アカデミー賞の非英語作品賞と主演男優賞（ミケルセン）を含む4部門にノミネートされた。
冴えない高校教師の男は、生徒からも授業のつまらなさで文句を言われ、家庭でも妻子から冷たくされていた。そんな中、血中アルコール濃度を一定に保つと仕事の効率が上がるというノルウェー人の哲学者による理論を聞いた彼は試してみようと思いたち、酔った状態で授業を行う。思いの外、好感触を得た彼は、実験と称して同僚3人と共に勤務時間中の飲酒を続け、次第に制御を失っていく。

## キャスト
※括弧内は日本語吹替
マーティン
演 - マッツ・ミケルセン（井上和彦）
トミー
演 - トマス・ボー・ラーセン（山中誠也）
ニコライ
演 - マグナス・ミラン（松川裕輝）
ピーター
演 - ラース・ランゼ（金馬貴之）
アニカ
演 - マリア・ボネヴィー（葛原詩織）
校長
演 - スーセ・ウォルド
ヨナス
演 - マグナス・シャアロプ（榎木淳弥）

## 製作
映画はトマス・ヴィンターベアがウィーンのブルク劇場で働いていた頃に書いた戯曲に基づいている。さらに追加のインスピレーションはウィンターベアの娘のイーダから聞かされたデンマークの若者の飲酒文化の話から来ている。イーダは当初はヴィンターベアに映画に出演させるように頼んでおり、マーティン（マッツ・ミケルセン）の娘役が予定されていた。当初の物語は「アルコールがなければ世界の歴史は違っていただろうという説に基づくアルコールの祝祭」だった。しかしながら撮影開始から4日後にイーダは自動車事故で亡くなった。それを受けて脚本はより人生を肯定するように書き直され、「それはただ飲酒についてだけではない。人生に目覚めることについてだ」とヴィンターベアは説明した。事故の翌週は共同脚本のトビアス・リンホルムが監督を務めた。映画はイーダに捧げられ、一部は彼女のクラスメートと共に教室で撮影された。
製作中に4人の俳優とヴィンターベアは集まって互いの前での恥ずかしさを捨てるために酒を飲んだ。彼らはまた完全な酩酊状態の人間がどのような行動をとるかをより知るためにYouTubeで酔っ払いの動画を見た。

## 公開
『アナザーラウンド』は当初は第73回カンヌ国際映画祭でのワールド・プレミアが予定されていたが、COVID-19パンデミックを受けたフランス政府の規制のために映画祭自体が中止となった。その後改めて第45回トロント国際映画祭でワールド・プレミアが行われた。他にサン・セバスティアン国際映画祭でも上映され、ゴールデン・シェルを争った。ベルギーのヘント映画祭ではオープニング作品として上映された。さらに第51回インド国際映画祭でもオープニング作品として上映された。
デンマークでは2020年9月24日にノルディスク・フィルムで上映された。2020年9月、サミュエル・ゴールドウィン・フィルムズがアメリカでの配給権を獲得した。日本では2021年9月3日よりクロックワークス配給で公開される。

## 評価

### 批評家の反応
レビュー集積サイトのRotten Tomatoesでは218件のレビューで支持率は92%、平均点は7.9/10、批評家の一致した見解は「巧みに演出された悲喜劇を1つ取り上げ、マッツ・ミケルセンをヴィンテージの形で少し加えると、中年の危機に酔いしれた『アナザーラウンド』ができあがる。」となった。Metacriticでは34件のレビューに基づいて加重平均値は79/100となった。

### 受賞とノミネート
| 映画祭・賞                       | 授賞式開催日   | 部門                                 | 候補                                                                         | 結果       | 参照          |
| -------------------------------- | -------------- | ------------------------------------ | ---------------------------------------------------------------------------- | ---------- | ------------- |
| アカデミー賞                     | 2021年4月25日  | 監督賞                               | トマス・ヴィンターベア                                                       | ノミネート | [ 24 ]        |
| アカデミー賞                     | 2021年4月25日  | 国際長編映画賞                       | 『アナザーラウンド』                                                         | 受賞       | [ 24 ]        |
| アデレード映画祭                 | 2020年10月25日 | フィクション作品賞                   | 『アナザーラウンド』                                                         | ノミネート | [ 25 ]        |
| EDA賞                            | 2021年1月4日   | 非英語作品賞                         | 『アナザーラウンド』                                                         | 受賞       | [ 26 ]        |
| 英国アカデミー賞                 | 2021年4月11日  | 監督賞                               | トマス・ヴィンターベア                                                       | ノミネート | [ 27 ]        |
| 英国アカデミー賞                 | 2021年4月11日  | 主演男優賞                           | マッツ・ミケルセン                                                           | ノミネート | [ 27 ]        |
| 英国アカデミー賞                 | 2021年4月11日  | オリジナル脚本賞                     | トビアス・リンホルム、トマス・ヴィンターベア                                 | ノミネート | [ 27 ]        |
| 英国アカデミー賞                 | 2021年4月11日  | 非英語作品賞                         | トマス・ヴィンターベア、シシ・グラウム・ヨアンセン                           | 受賞       | [ 27 ]        |
| ロンドン映画祭                   | 2020年10月18日 | 作品賞                               | 『アナザーラウンド』                                                         | 受賞       | [ 28 ]        |
| セザール賞                       | 2021年3月12日  | 外国語映画賞                         | 『アナザーラウンド』                                                         | 受賞       | [ 29 ]        |
| シカゴ映画批評家協会賞           | 2020年12月21日 | 外国語映画賞                         | 『アナザーラウンド』                                                         | 受賞       | [ 30 ]        |
| クリティクス・チョイス・アワード | 2021年3月7日   | 外国語映画賞                         | 『アナザーラウンド』                                                         | ノミネート | [ 31 ]        |
| ヨーロッパ映画賞                 | 2020年12月12日 | 作品賞                               | 『アナザーラウンド』                                                         | 受賞       | [ 32 ]        |
| ヨーロッパ映画賞                 | 2020年12月12日 | 監督賞                               | トマス・ヴィンターベア                                                       | 受賞       | [ 32 ]        |
| ヨーロッパ映画賞                 | 2020年12月12日 | 脚本賞                               | トマス・ヴィンターベア、トビアス・リンホルム                                 | 受賞       | [ 32 ]        |
| ヨーロッパ映画賞                 | 2020年12月12日 | 男優賞                               | マッツ・ミケルセン                                                           | 受賞       | [ 32 ]        |
| ヨーロッパ映画賞                 | 2020年12月12日 | ユニバーシティ賞                     |                                                                              | ノミネート | [ 32 ]        |
| ヘント映画祭                     | 2020年10月24日 | キャンバス観客賞                     | 『アナザーラウンド』                                                         | 受賞       | [ 33 ]        |
| ゴールデングローブ賞             | 2021年2月28日  | 外国語映画賞                         | 『アナザーラウンド』                                                         | ノミネート | [ 34 ]        |
| ヒューストン映画批評家協会賞     | 2021年1月18日  | 外国語映画賞                         | 『アナザーラウンド』                                                         | ノミネート | [ 35 ]        |
| インディーワイア批評家投票       | 2020年12月14日 | 国際映画賞                           | 『アナザーラウンド』                                                         | 3位        | [ 36 ]        |
| インディーワイア批評家投票       | 2020年12月14日 | 演技賞                               | マッツ・ミケルセン                                                           | 10位       | [ 36 ]        |
| ロンドン映画批評家協会賞         | 2021年2月7日   | 外国語映画賞                         | 『アナザーラウンド』                                                         | 受賞       | [ 37 ]        |
| オンライン映画批評家協会賞       | 2021年1月25日  | 非英語作品賞                         | 『アナザーラウンド』                                                         | ノミネート | [ 38 ]        |
| サンディエゴ映画批評家協会賞     | 2021年1月11日  | 国際映画賞                           | 『アナザーラウンド』                                                         | ノミネート | [ 39 ] [ 40 ] |
| サンフランシスコ映画批評家協会賞 | 2021年1月18日  | 外国語映画賞                         | 『アナザーラウンド』                                                         | 受賞       | [ 41 ]        |
| サン・セバスティアン国際映画祭   | 2020年9月26日  | シルバー・シェル男優賞               | マッツ・ミケルセン、トマス・ボー・ラーセン、マグナス・ミラン、ラース・ランゼ | 受賞       | [ 42 ]        |
| サン・セバスティアン国際映画祭   | 2020年9月26日  | プレミオ・フェロス・ジネマルディア賞 | 『アナザーラウンド』                                                         | 受賞       | [ 43 ]        |
| サン・セバスティアン国際映画祭   | 2020年9月26日  | SIGNIS賞                             | トマス・ヴィンターベア                                                       | 受賞       | [ 44 ]        |
| サン・セバスティアン国際映画祭   | 2020年9月26日  | シルバー・シェル監督賞               | トマス・ヴィンターベア                                                       | ノミネート |               |
| サン・セバスティアン国際映画祭   | 2020年9月26日  | ゴールデン・シェル                   | トマス・ヴィンターベア                                                       | ノミネート |               |
| セントルイス映画批評家協会賞     | 2021年1月17日  | 外国語映画賞                         | 『アナザーラウンド』                                                         | 受賞       | [ 45 ]        |